# Clã Kanamori
O clã Kanamori (金森氏, Kanamori-shi) foi um clã do Japão do Período Sengoku descendente dos Seiwa Genji através do clã Toki da província de Hida.

## História
Toki Sadayori também era conhecido como Ōhata Sadayori. Depois que um de seus filhos se mudou para a vila de Kanamori na vizinha província de Ōmi, seu filho alterou o nome do clã para Kanamori.

## Líderes
1. Kanamori Nagachika
2. Kanamori Arishige (金森可重)
3. Kanamori Shigeyori (金森重頼)
4. Kanamori Yorinao (金森頼直)
5. Kanamori Yorinari (金森頼業)
6. Kanamori Yoritoki (金森頼時)
7. Kanamori Arihiro (金森可寛)
8. Kanamori Yorikane (金森頼錦)